# Представлення чисел зі знаком
У інформатиці використовують різні способи представлення чисел зі знаком у двійковій системі числення.
У математиці, від'ємні числа в системі числення з будь-якою основою позначаються за допомогою знака мінус («-») перед ними. Проте, в комп'ютерній техніці, числа представляються лише у вигляді послідовності бітів, без додаткових символів. Існує чотири найвідоміших методи розширення двійкової системи числення для представлення чисел зі знаком:
- прямий код,
- обернений код,
- доповняльний код,
- двійковий зсув.

Деякі альтернативні методи замість явного використання знаку, використовують його неявно, наприклад, можна використовувати систему числення з основою −2. Відповідні способи представлення чисел можуть бути розроблені для будь-яких інших основ, чи додатних, від'ємних, дробових, чи інших розробок на цю тему.
Не існує критеріїв, щоб з'ясувати який метод найкращий. У більшості сучасних обчислювальних пристроїв використовується доповняльний код, існують і такі, які використовують обернений код.

## Прямий код
Цей метод ще називають «знак та величина» (англ. sign and magnitude), а про числа записані в такому вигляді кажуть «знакова величина». В першому наближені, задача представлення знака числа зводиться до виділення додаткового знакового біту, який відповідає знаку числа: значення цього біту (зазвичай це старший біт) дорівнює 0 для додатного числа і 1 для від'ємного. Решта бітів числа позначають величину числа (або абсолютне значення). Тому в байті лише 7 біт (знаковий біт відокремлено) буде використано для позначення величини, яка змінюється від 0000000 (0) до 1111111 (127). Таким чином, можна представляти числа від −12710 до +12710 якщо додавати знаковий (восьмий) біт. Як наслідок, існує два способи представлення нуля, а саме 00000000 (0) та 10000000 (−0). Для прикладу, −4310 у 8-бітномі кодуванні буде 10101011.
Цей підхід цілком відповідає загальному способу вказувати знак (розміщувати знак «+» або «−» перед величиною цього числа). Деякі ранні бінарні комп'ютери (наприклад, IBM 7090) використовували таке представлення, скоріш за все, у відповідності до загальноприйнятого способу. Прямий код є найбільш поширеним способом представлення чисел з рухомою комою.

## Порівняльна таблиця
У наступній таблиці показані додатні та від'ємні цілі числа, які можуть бути представлені за допомогою 4 біт.
| Десяткове | Беззнакове | Прямий код | Обернений код | Доповняльний код | Двійковий зсув | Основа −2 |
| --------- | ---------- | ---------- | ------------- | ---------------- | -------------- | --------- |
| +16       | Н/Д        | Н/Д        | Н/Д           | Н/Д              | Н/Д            | Н/Д       |
| +15       | 1111       | Н/Д        | Н/Д           | Н/Д              | Н/Д            | Н/Д       |
| +14       | 1110       | Н/Д        | Н/Д           | Н/Д              | Н/Д            | Н/Д       |
| +13       | 1101       | Н/Д        | Н/Д           | Н/Д              | Н/Д            | Н/Д       |
| +12       | 1100       | Н/Д        | Н/Д           | Н/Д              | Н/Д            | Н/Д       |
| +11       | 1011       | Н/Д        | Н/Д           | Н/Д              | Н/Д            | Н/Д       |
| +10       | 1010       | Н/Д        | Н/Д           | Н/Д              | Н/Д            | Н/Д       |
| +9        | 1001       | Н/Д        | Н/Д           | Н/Д              | Н/Д            | Н/Д       |
| +8        | 1000       | Н/Д        | Н/Д           | Н/Д              | Н/Д            | Н/Д       |
| +7        | 0111       | 0111       | 0111          | 0111             | 1111           | Н/Д       |
| +6        | 0110       | 0110       | 0110          | 0110             | 1110           | Н/Д       |
| +5        | 0101       | 0101       | 0101          | 0101             | 1101           | 0101      |
| +4        | 0100       | 0100       | 0100          | 0100             | 1100           | 0100      |
| +3        | 0011       | 0011       | 0011          | 0011             | 1011           | 0111      |
| +2        | 0010       | 0010       | 0010          | 0010             | 1010           | 0110      |
| +1        | 0001       | 0001       | 0001          | 0001             | 1001           | 0001      |
| +0        | 0000       | 0000       | 0000          | 0000             | 1000           | 0000      |
| −0        | 0000       | 1000       | 1111          | 0000             | 1000           | 0000      |
| −1        | Н/Д        | 1001       | 1110          | 1111             | 0111           | 0011      |
| −2        | Н/Д        | 1010       | 1101          | 1110             | 0110           | 0010      |
| −3        | Н/Д        | 1011       | 1100          | 1101             | 0101           | 1101      |
| −4        | Н/Д        | 1100       | 1011          | 1100             | 0100           | 1100      |
| −5        | Н/Д        | 1101       | 1010          | 1011             | 0011           | 1111      |
| −6        | Н/Д        | 1110       | 1001          | 1010             | 0010           | 1110      |
| −7        | Н/Д        | 1111       | 1000          | 1001             | 0001           | 1001      |
| −8        | Н/Д        | Н/Д        | Н/Д           | 1000             | 0000           | 1000      |
| −9        | Н/Д        | Н/Д        | Н/Д           | Н/Д              | Н/Д            | 1011      |
| −10       | Н/Д        | Н/Д        | Н/Д           | Н/Д              | Н/Д            | 1010      |
| −11       | Н/Д        | Н/Д        | Н/Д           | Н/Д              | Н/Д            | Н/Д       |

Зворотня таблиця, в якій послідовності з 4-х бітів ставиться у відповідність числа, в залежності від способу представлення:
| Бінарне | Беззнакове | Прямий код | Обернений код | Доповняльний код | Двійковий зсув | Основа −2 |
| ------- | ---------- | ---------- | ------------- | ---------------- | -------------- | --------- |
| 0000    | 0          | 0          | 0             | 0                | −8             | 0         |
| 0001    | 1          | 1          | 1             | 1                | −7             | 1         |
| 0010    | 2          | 2          | 2             | 2                | −6             | −2        |
| 0011    | 3          | 3          | 3             | 3                | −5             | −1        |
| 0100    | 4          | 4          | 4             | 4                | −4             | 4         |
| 0101    | 5          | 5          | 5             | 5                | −3             | 5         |
| 0110    | 6          | 6          | 6             | 6                | −2             | 2         |
| 0111    | 7          | 7          | 7             | 7                | −1             | 3         |
| 1000    | 8          | −0         | −7            | −8               | 0              | −8        |
| 1001    | 9          | −1         | −6            | −7               | 1              | −7        |
| 1010    | 10         | −2         | −5            | −6               | 2              | −10       |
| 1011    | 11         | −3         | −4            | −5               | 3              | −9        |
| 1100    | 12         | −4         | −3            | −4               | 4              | −4        |
| 1101    | 13         | −5         | −2            | −3               | 5              | −3        |
| 1110    | 14         | −6         | −1            | −2               | 6              | −6        |
| 1111    | 15         | −7         | −0            | −1               | 7              | −5        |